# Litschbach (Percha)

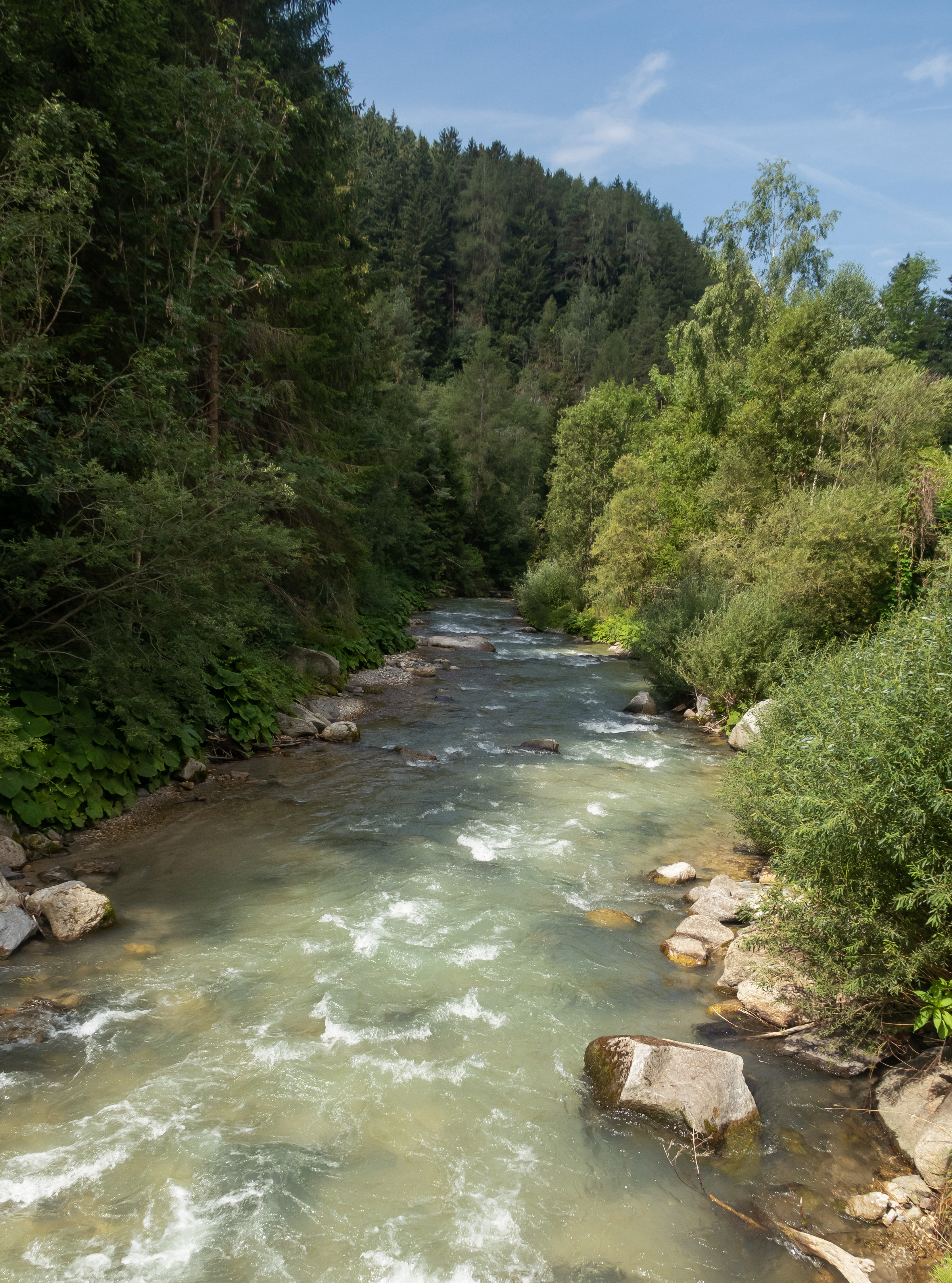
Die Rienz bei Litschbach

Litschbach (italienisch Rio Liccio) ist eine Fraktion der Gemeinde Percha im Pustertal in Südtirol (Italien) mit etwa 30 Einwohnern. In Litschbach befindet sich eine über 100 Jahre alte Tischlerei.

## Lage
Der landwirtschaftlich geprägte Weiler Litschbach liegt südlich der Pustertaler Staatsstraße, etwa einen halben Kilometer westlich von Nasen und einen halben Kilometer südöstlich von Unterwielenbach. Am Ort führt der Pustertaler Radweg vorbei, der entlang der Rienz verläuft. Bei Litschbach mündet der namensgebende Litschbach in die Rienz.

## Geschichte
Der Name ist erstmals als Lüzelspach in einer Urkunde aus der Zeit zwischen 1564 und 1570 verschriftlicht. Er geht auf althochdeutsch luzzil ‚klein‘ oder romanisch *lutes- ,kleiner Schmutzbach' zurück. Der Weiler wurde ursprünglich hauptsächlich von frühneuzeitlichen Nachsiedlerbauten gebildet, die von aus nahegelegenen Höfen abgewanderten Kleinhäuslern errichtet und in denen ländliches Gewerbe betrieben wurden.
Die Gemeinde Litschbach gehörte zu Beginn des 19. Jahrhunderts zum bayerischen Landgericht Bruneck im Eisackkreis und wurde 1813 dem Landgericht Welsberg zugeteilt. 1814 kam Litschbach wie der gesamte Innkreis (Bayern) zu Österreich. 1817 wurde die Gemeinde vom Gericht Altrasen in Niederrasen, das später Teil des Gerichtsbezirk Welsberg wurde, nach Bruneck umgegliedert und war ab 1849 Teil des Gerichtsbezirk Bruneck. Infolge des Ersten Weltkriegs wurde Litschbach 1919 wie der gesamte Bezirk Bruneck Italien zugeschlagen, der Ort erhielt die italienische Namensform Rio Liccio. Heute ist Litschbach Teil der Gemeinde Percha in der Bezirksgemeinschaft Pustertal.